# Liste der Biografien/Henr
Liste der Biografien |
Portal Biografien |
Personensuche
# |
A |
B |
C |
D |
E |
F |
G |
H |
I |
J |
K |
L |
M |
N |
O |
P |
Q |
R |
S |
T |
U |
V |
W |
X |
Y |
Z |
?
 
Ha |
Hd |
He |
Hi |
Hj |
Hk |
Hl |
Hm |
Hn |
Ho |
Hr |
Hs |
Ht |
Hu |
Hv |
Hw |
Hy
 
Hea |
Heb |
Hec |
Hed |
Hee |
Hef |
Heg |
Heh |
Hei |
Hej |
Hek |
Hel |
Hem |
Hen |
Heo |
Hep |
Heq |
Her |
Hes |
Het |
Heu |
Hev |
Hew |
Hex |
Hey |
Hez
 
Hena |
Henb |
Henc |
Hend |
Hene |
Henf |
Heng |
Henh |
Heni |
Henj |
Henk |
Henl |
Henm |
Henn |
Heno |
Henq |
Henr |
Hens |
Hent |
Henu |
Henv |
Henw |
Heny |
Henz
Die Liste der Biografien führt alle Personen auf, die in der deutschsprachigen Wikipedia einen Artikel haben. Dieses ist eine Teilliste mit 447 Einträgen von Personen, deren Namen mit den Buchstaben „Henr“ beginnt.

## Henr

### Henre
- Henreid, Monika (* 1943), US-amerikanische Schauspielerin und Dokumentarfilmerin
- Henreid, Paul (1908–1992), österreichisch-amerikanischer Schauspieler und Regisseur

### Henri
- Henri (* 1955), luxemburgischer GroßherzogHenri (* 1955)

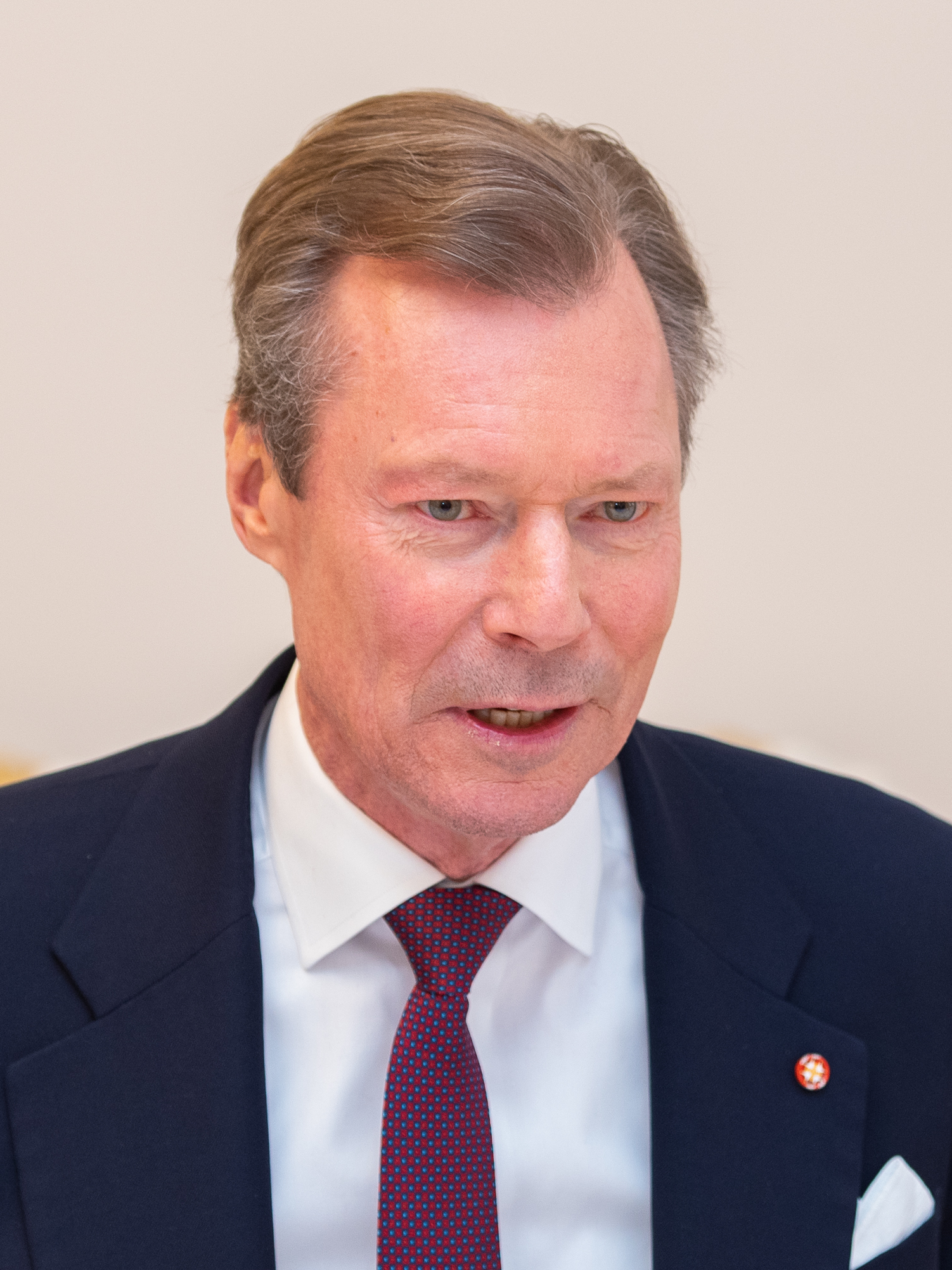
Henri (* 1955)

- Henri bâtard d’Angoulême (1551–1586), französischer Adliger, Gouverneur der Provences
- Henri Charles-Lavauzelle (1853–1926), französischer Buchhändler, Verleger und Drucker, Gründer der Druckerei Charles-Lavauzelle in Limoges
- Henri d’Andeli, französischer Dichter
- Henri d’Astier de la Vigerie (1897–1952), französischer Offizier und Widerstandskämpfer
- Henri de Ferrières, französischer Jagdschriftsteller
- Henri de France, duc de Reims († 1175), Bischof und Sohn von König Ludwig VI.
- Henri de la Tour-du-Pin (1296–1328), Bischof von Passau und Bischof von Metz
- Henri de Livres († 1493), französischer Kaufmann
- Henri de Lorraine, duc d’Elbeuf (1661–1748), französischer Aristokrat und Militär
- Henri de Valenciennes, Chronist des vierten Kreuzzuges
- Henri I. Clément (1170–1214), Marschall von Frankreich
- Henri I. de Savoie-Nemours (1572–1632), französisch-savoyardischer Adliger
- Henri II. Clément († 1265), Marschall von Frankreich
- Henri II. de Savoie-Nemours (1625–1659), Erzbischof von Reims, Herzog von Nemours, Herzog von Aumale
- Henri II. d’Orléans-Longueville (1595–1663), Pair von Frankreich, Herzog von Longueville, Estouteville und Coulommiers, Fürst von Neuchâtel und ValanginHenri II. d’Orléans-Longueville (1595–1663)

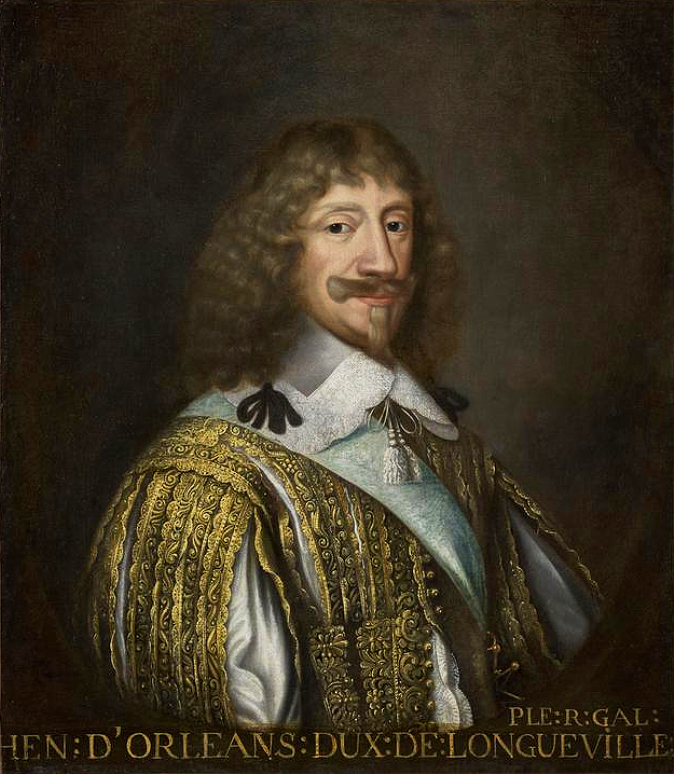
Henri II. d’Orléans-Longueville (1595–1663)

- Henri, Adrian (1932–2000), britischer Dichter
- Henri, Florence (1893–1982), US-amerikanische Malerin und Fotografin
- Henri, François (1903–1980), französischer Radrennfahrer
- Henri, Pierre († 1822), französisch-amerikanischer Miniaturporträtmaler
- Henri, Pierre Jean Paul (1848–1907), französischer Offizier
- Henri, Robert (1865–1929), US-amerikanischer Maler
- Henri, Victor (1872–1940), französisch-russischer Physikochemiker und Psychologe
- Henricão (1933–2023), brasilianischer Fußballspieler
- Henrich, Adam (* 1984), kanadischer Eishockeyspieler
- Henrich, Albert (1899–1971), deutscher Maler der Düsseldorfer Malerschule und Neuen Sachlichkeit
- Henrich, Albertine (* 1811), deutsche Schauspielerin und Schriftstellerin
- Henrich, Bernhard (* 1952), deutscher Szenenbildner
- Henrich, Carl Friedrich (1839–1919), deutscher Bierbrauer
- Henrich, Daniel (* 1991), deutscher Fußballspieler
- Henrich, Dieter (1927–2022), deutscher Philosoph
- Henrich, Dieter (* 1930), deutscher Rechtswissenschaftler
- Henrich, Dominik (* 1965), deutscher Informatiker und Robotiker
- Henrich, Franz (1931–2021), deutscher römisch-katholischer Priester, Theologe und Autor, Direktor der Katholischen Akademie in Bayern
- Henrich, Fred (1898–1984), deutscher Politiker (NSDAP), MdR
- Henrich, Georg (1878–1934), deutscher Schauspieler bei Bühne und Film
- Henrich, Günter (1937–2011), deutscher Karikaturist und Cartoonist
- Henrich, Günter (1952–2008), deutscher Fernschachspieler
- Henrich, Günther Steffen (1938–2024), deutscher Neogräzist
- Henrich, Heinrich (1614–1682), Schweizer Jesuit, Hochschullehrer und Bühnenautor
- Henrich, Heribert (* 1961), deutscher Musikwissenschaftler
- Henrich, Johann Gerhard (1804–1883), deutscher Bierbrauer und Abgeordneter
- Henrich, Jörn (* 1968), deutscher Philosoph und Hochschullehrer
- Henrich, Josef (1879–1943), österreichischer Forstbeamter und Autor
- Henrich, Joseph (* 1968), kanadischer Anthropologe
- Henrich, Konrad (1864–1928), hessischer liberaler Politiker (Fortschrittliche Volkspartei, DDP)
- Henrich, Manfred (1925–2003), deutscher Kommunalpolitiker (SPD), Oberbürgermeister von Saarlouis
- Henrich, Mark (* 1961), deutscher Sprinter
- Henrich, Michael (* 1980), kanadischer Eishockeyspieler
- Henrich, Otto (1871–1939), deutscher Ingenieur und Unternehmer
- Henrich, Peter (* 1975), deutscher Provinzialrömischer Archäologe
- Henrich, Rolf (* 1944), deutscher Jurist, Autor und DDR-Dissident
- Henrich, Stefan (* 1962), deutscher Handballspieler
- Henrich, Taylor (* 1995), kanadische Skispringerin
- Henrich, Walter (1888–1955), Ministerialbeamter und Rechtswissenschaftler
- Henrich, Wilhelm (1889–1955), deutscher Kulturbeamter und Theaterintendant
- Henrich-Wilhelmi, Hedwig (1833–1910), deutsche Schriftstellerin, Freidenkerin und Frauenrechtlerin
- Henrichmann, Jakob († 1561), Humanist, Jurist und Geistlicher
- Henrichmann, Marc (* 1976), deutscher Politiker (CDU), MdBMarc Henrichmann (* 1976)

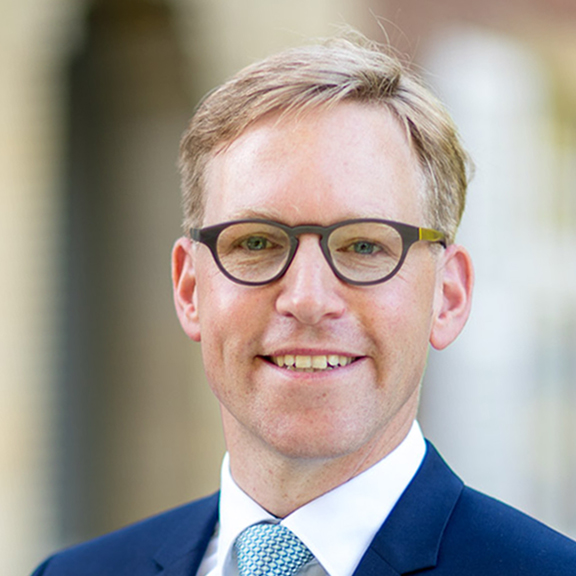
Marc Henrichmann (* 1976)

- Henrichs, Albert (1942–2017), deutschamerikanischer Gräzist
- Henrichs, Benjamin (* 1946), deutscher Theater- und Literaturkritiker sowie Verfasser von Essays
- Henrichs, Benjamin (* 1997), deutsch-ghanaischer FußballspielerBenjamin Henrichs (* 1997)

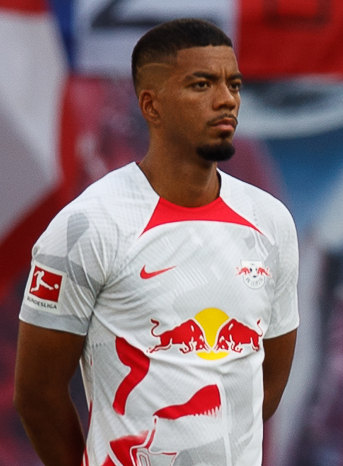
Benjamin Henrichs (* 1997)

- Henrichs, Bernard (1928–2007), katholischer Priester, Kölner Dompropst
- Henrichs, Bertina (* 1966), deutsche Schriftstellerin
- Henrichs, Ellen (* 1955), deutsche Englischlehrerin und Lehrbuchautorin
- Henrichs, Helmut (1907–1975), deutscher Theaterkritiker, Theaterregisseur und Theaterintendant
- Henrichs, Horst (1935–2012), deutscher Jurist, Oberlandesgerichtspräsident und Verfassungsrichter
- Henrichs, Karl-Heinz (1942–2008), deutscher Radrennfahrer
- Henrichs, Norbert (1935–2016), deutscher Informationswissenschaftler
- Henrichs, Paul (1882–1962), deutscher Industriemanager
- Henrichs, Thomas (* 1963), deutscher Fußballtorwart
- Henrichs, Thomas (* 1964), deutscher Jurist, Präsident des OLG Koblenz
- Henrichs, Wilhelm (1897–1966), deutscher Politiker (CDU), MdL
- Henrichsen, Paul (1893–1962), norwegischer Radrennfahrer
- Henrichsmeyer, Wilhelm (1935–2009), deutscher Ökonom und Agrarökonom
- Henrici, Amy C. (* 1957), US-amerikanische Wirbetier-Paläontologin
- Henrici, Benedikt († 1799), deutsch-österreichischer frühklassizistischer Architekt
- Henrici, Christian Friedrich (1700–1764), Textdichter Johann Sebastian Bachs
- Henrici, Emil (1852–1925), deutscher Lehrer, Germanist und Handschriftenforscher
- Henrici, Ernst (1854–1915), deutscher Gymnasiallehrer, Schriftsteller und PolitikerErnst Henrici (1854–1915)

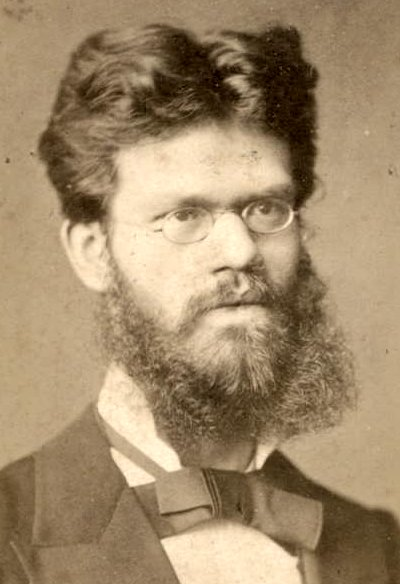
Ernst Henrici (1854–1915)

- Henrici, Ernst (1866–1926), deutscher Richter und Politiker (DDP)
- Henrici, Georg Heinrich (1770–1851), deutscher Philosoph sowie evangelischer Geistlicher und Theologe
- Henrici, Gert (1941–2025), deutscher Romanist, Germanist, Linguist und Hochschullehrer
- Henrici, Hans (1895–1960), deutscher Generalmajor im Zweiten Weltkrieg, Unternehmer
- Henrici, Johann Christian (1749–1818), deutscher Rhetoriker und Altertumsforscher
- Henrici, Johann Jacob (* 1656), deutscher Mediziner, Stadtarzt in Straßburg und Mitglied der Gelehrtenakademie „Leopoldina“
- Henrici, Johann Josef Karl (1737–1823), österreichischer Barockmaler, Schöpfer des Herz-Jesu-Bildes in Bozen
- Henrici, Karl (1842–1927), deutscher Architekt, Stadtplaner und Hochschullehrer
- Henrici, Karl Ernst (1879–1944), deutscher Buchhändler und Antiquar
- Henrici, Olaus (1840–1918), deutscher Mathematiker
- Henrici, Paul Christian (1816–1899), deutscher Jurist und Senatspräsident am Reichsgericht
- Henrici, Peter (1923–1987), Schweizer Mathematiker
- Henrici, Peter (1928–2023), Schweizer Ordensgeistlicher, römisch-katholischer Theologe, Weihbischof in Chur
- Henrici, Reinhold (1890–1948), deutscher Konteradmiral der Kriegsmarine
- Henrici, Rudolf (1892–1971), deutscher Generalmajor im Zweiten Weltkrieg
- Henrici, Siegmund (1823–1884), deutscher Pfarrer und Autor
- Henrici, Sigfrid (1889–1964), deutscher General der Panzertruppe im Zweiten Weltkrieg
- Henrici, Waldemar (1878–1950), deutscher Generalleutnant im Zweiten Weltkrieg sowie Obergeneralarbeitsführer im Reichsarbeitsdienst
- Henricks, John (* 1935), australischer Schwimmer
- Henricks, Terence T. (* 1952), US-amerikanischer Astronaut
- Henricksen, Dusty (* 2003), US-amerikanischer Snowboarder
- Henricksson, Ann (* 1959), US-amerikanische Tennisspielerin
- Henricpetri, Adam († 1586), Schweizer Jurist und Historiker
- Henricpetri, Sebastian (1546–1627), Schweizer Buchdrucker
- Henricsson, Per (* 1969), schwedischer Tennisspieler
- Henricus de Culmine, Lehrer und Schulrektor
- Henricus de Etwat de Primislawia, erster Rektor der Prager Universität
- Henricus de Segusio († 1271), Kanonist, Erzbischof von Embrun, Kardinalbischof von Ostia
- Henricus de Suderlande, Priester und Offizial
- Henricus de Visbeke, Bürgermeister in Brilon
- Henrie, David (* 1989), US-amerikanischer Schauspieler und FilmregisseurDavid Henrie (* 1989)

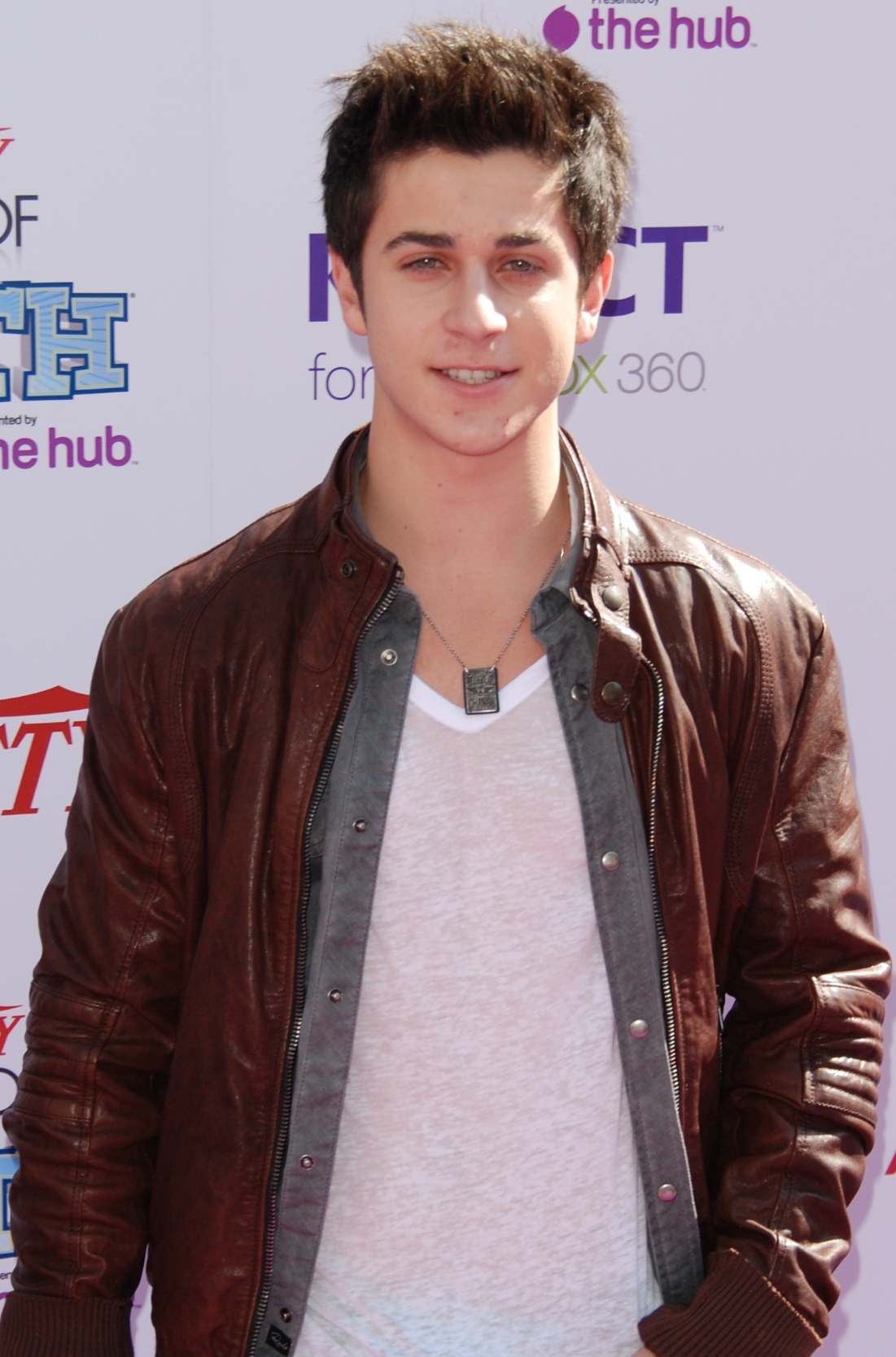
David Henrie (* 1989)

- Henrie, Gervais (* 1972), seychellischer Journalist und Politiker, stellvertretender Sprecher der Nationalversammlung
- Henrie, Lorenzo James (* 1993), US-amerikanischer Schauspieler
- Henriet, Israël (1590–1661), französischer Zeichner, Radierer und Kunstverleger; Freund Callots
- Henriet, Joseph (* 1945), italienischer Lehrer, Volkskundler, Politiker und Sprachaktivist
- Henrietta Maria von Frankreich (1609–1669), Gattin des englischen Königs Karl I.
- Henriette Adelheid von Savoyen (1636–1676), Kurfürstin von Bayern
- Henriette Alexandrine von Nassau-Weilburg (1797–1829), Prinzessin von Nassau-Weilburg, Gattin Erzherzogs Karl von Österreich
- Henriette Amalie von Anhalt-Dessau (1666–1726), Fürstin von Nassau-Dietz, Regentin
- Henriette Amalie von Anhalt-Dessau (1720–1793), Tochter des Fürsten Leopold I. von Anhalt-Dessau
- Henriette Catharina von Oranien-Nassau (1637–1708), niederländische Prinzessin aus dem Haus Oranien, durch Heirat Fürstin von Anhalt-Dessau
- Henriette Charlotte von Nassau-Idstein (1693–1734), Herzogin von Nassau-Idstein, durch Heirat Herzogin von Sachsen-Merseburg
- Henriette Christine von Braunschweig-Wolfenbüttel (1669–1753), Äbtissin des Kaiserlich freien weltlichen Reichsstifts von Gandersheim
- Henriette de Clèves (1542–1601), Herzogin von Nevers und Rethel
- Henriette Dorothea von Oettingen-Oettingen (1672–1728), deutsche Adlige
- Henriëtte d’Oultremont de Wégimont (1792–1864), Gattin eines abgedankten niederländischen Königs
- Henriette Katharina Agnes von Anhalt-Dessau (1744–1799), Prinzessin von Anhalt-Dessau, Dechantin im Stift Herford, durch Heirat Freifrau von Loën
- Henriette Marie von Brandenburg-Schwedt (1702–1782), Enkelin des Großen Kurfürsten und die Tochter von Philipp Wilhelm von Brandenburg-Schwedt (1669–1711)
- Henriette Marie von der Pfalz (1626–1651), Gräfin von Mongatsch
- Henriette von Belgien (1870–1948), Prinzessin von Belgien
- Henriette von Liechtenstein (1843–1931), Tochter von Alois II. von Liechtenstein und dessen Ehefrau
- Henriette von Lothringen (1611–1660), lothringische Adlige
- Henriette von Mömpelgard († 1444), Gräfin von Württemberg
- Henriette von Nassau-Weilburg (1780–1857), deutsche Adlige (Herzogin von Württemberg)Henriette von Nassau-Weilburg (1780–1857)

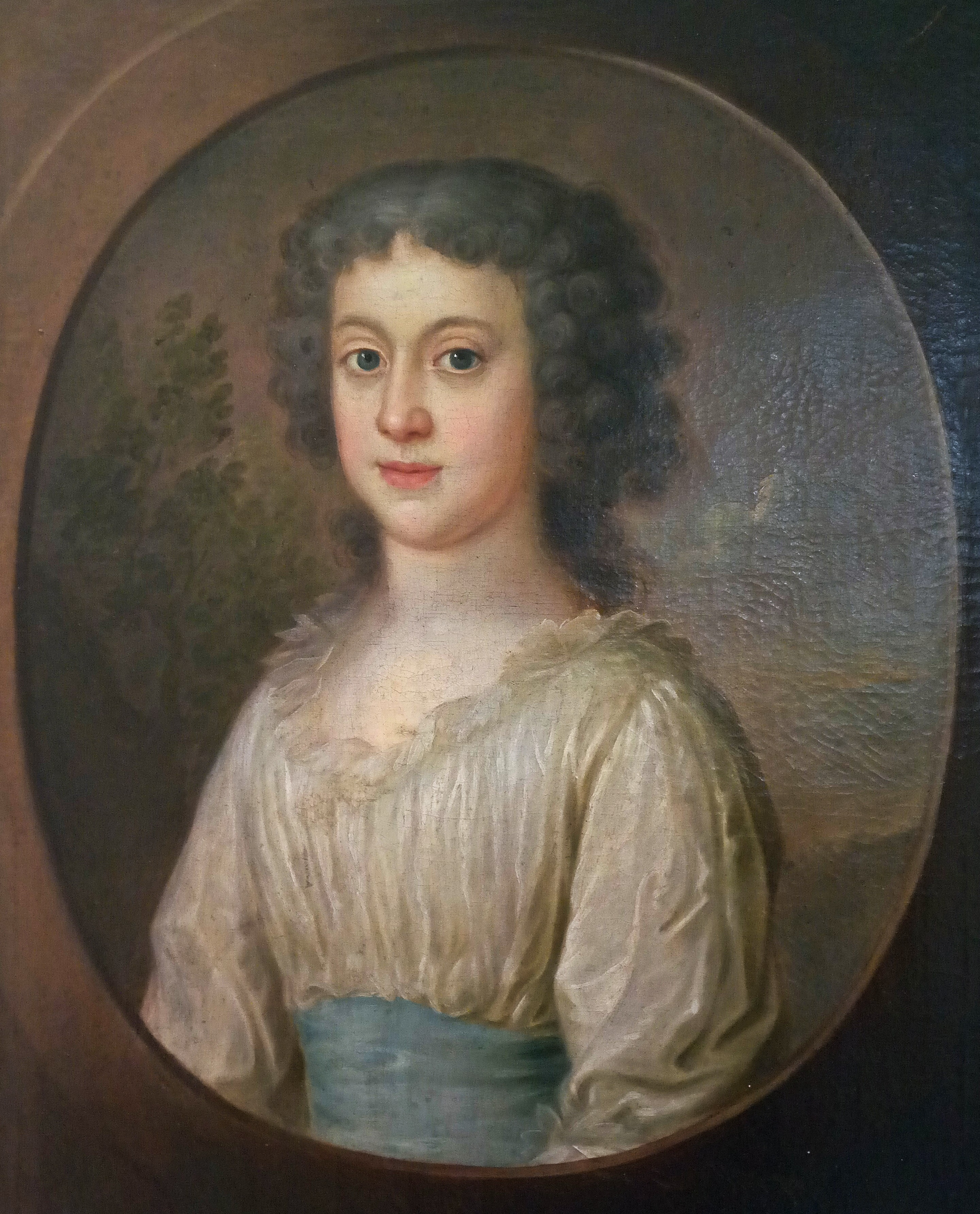
Henriette von Nassau-Weilburg (1780–1857)

- Henriette-Louise de Bourbon (1703–1772), französische Prinzessin, Enkelin Ludwigs XIV., Benediktinerin und Äbtissin
- Henrijean, Maurice (1903–1940), belgischer Stabhochspringer
- Henrik Harpestraeng († 1244), dänischer Kanoniker und Autor
- Henrik Skadelår († 1134), dänischer Prinz, Neffe des Königs Nils
- Henrik zu Dänemark (* 2009), Sohn von Joachim zu Dänemark und Marie von Dänemark
- Henriksen, Arve (* 1968), norwegischer Jazzmusiker (Trompete, Komponist)
- Henriksen, Bjarne (* 1959), dänischer Film- und Theaterschauspieler
- Henriksen, Bo (* 1975), dänischer Fußballspieler
- Henriksen, Eivind (* 1990), norwegischer Leichtathlet
- Henriksen, Emilie (* 1997), dänische Fußballspielerin
- Henriksen, Erik (* 1958), US-amerikanischer Eisschnellläufer
- Henriksen, Finn (1933–2008), dänischer Filmregisseur, Drehbuchautor und Filmeditor
- Henriksen, Jan (1946–2017), norwegischer Radrennfahrer
- Henriksen, Kari (* 1955), norwegische Politikerin
- Henriksen, Kristian (1911–2004), norwegischer Fußballspieler und -trainer
- Henriksen, Lance (* 1940), US-amerikanischer SchauspielerLance Henriksen (* 1940)

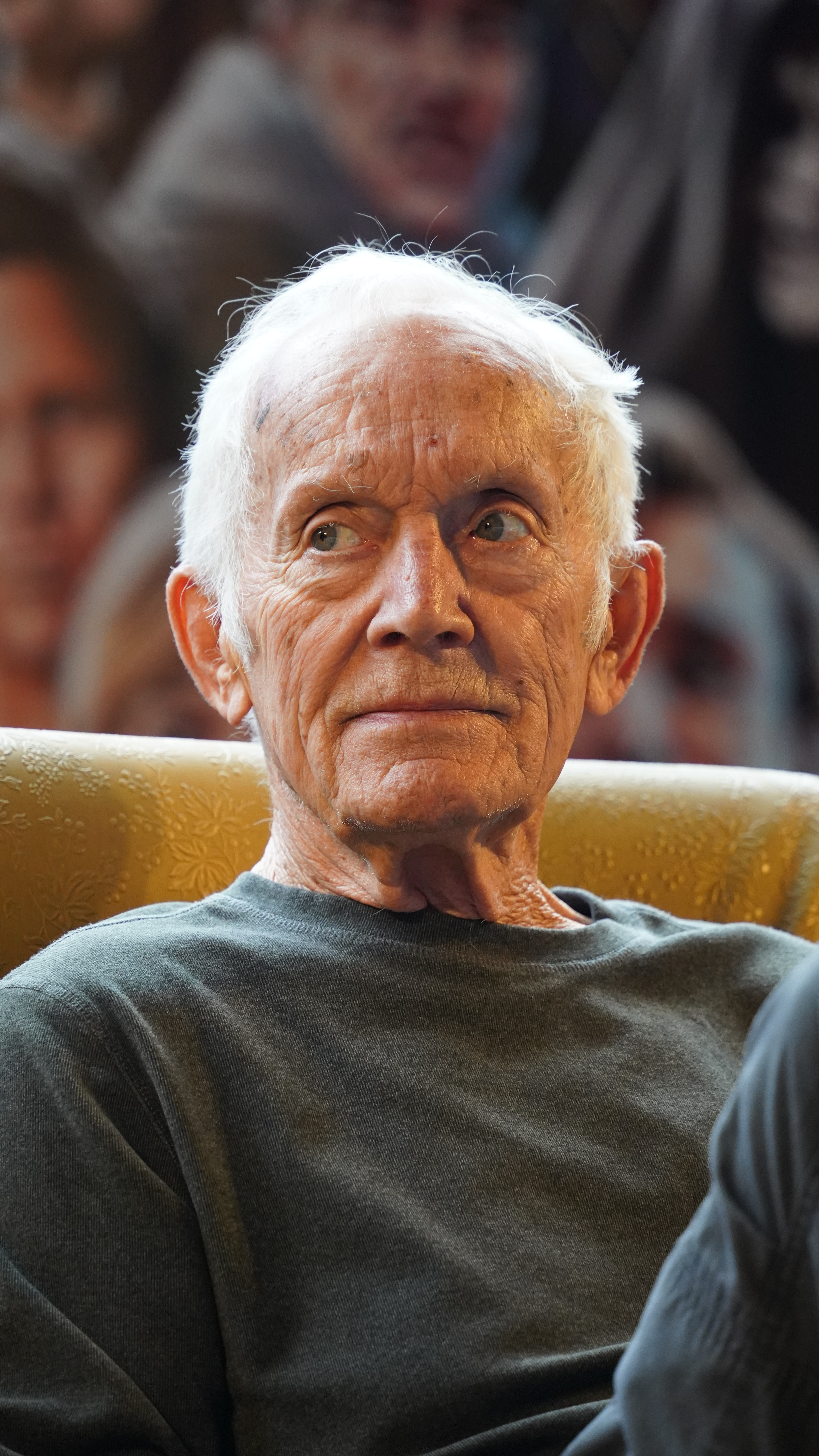
Lance Henriksen (* 1940)

- Henriksen, Loritha (* 1941), grönländische Politikerin
- Henriksen, Markus (* 1992), norwegischer Fußballspieler
- Henriksen, Martin (* 1979), norwegischer Politiker
- Henriksen, Niels (* 1966), dänischer Ruderer
- Henriksen, Paw (* 1975), dänischer Schauspieler
- Henriksen, Peter (* 1972), dänischer Handballspieler
- Henriksen, René (* 1969), dänischer Fußballspieler
- Henriksen, Sindre (* 1992), norwegischer Eisschnellläufer
- Henriksen, Tage (1925–2016), dänischer Ruderer
- Henriksen, Todd (* 1984), US-amerikanischer Straßenradrennfahrer
- Henriksen, Tommy (* 1964), US-amerikanischer RockmusikerTommy Henriksen (* 1964)

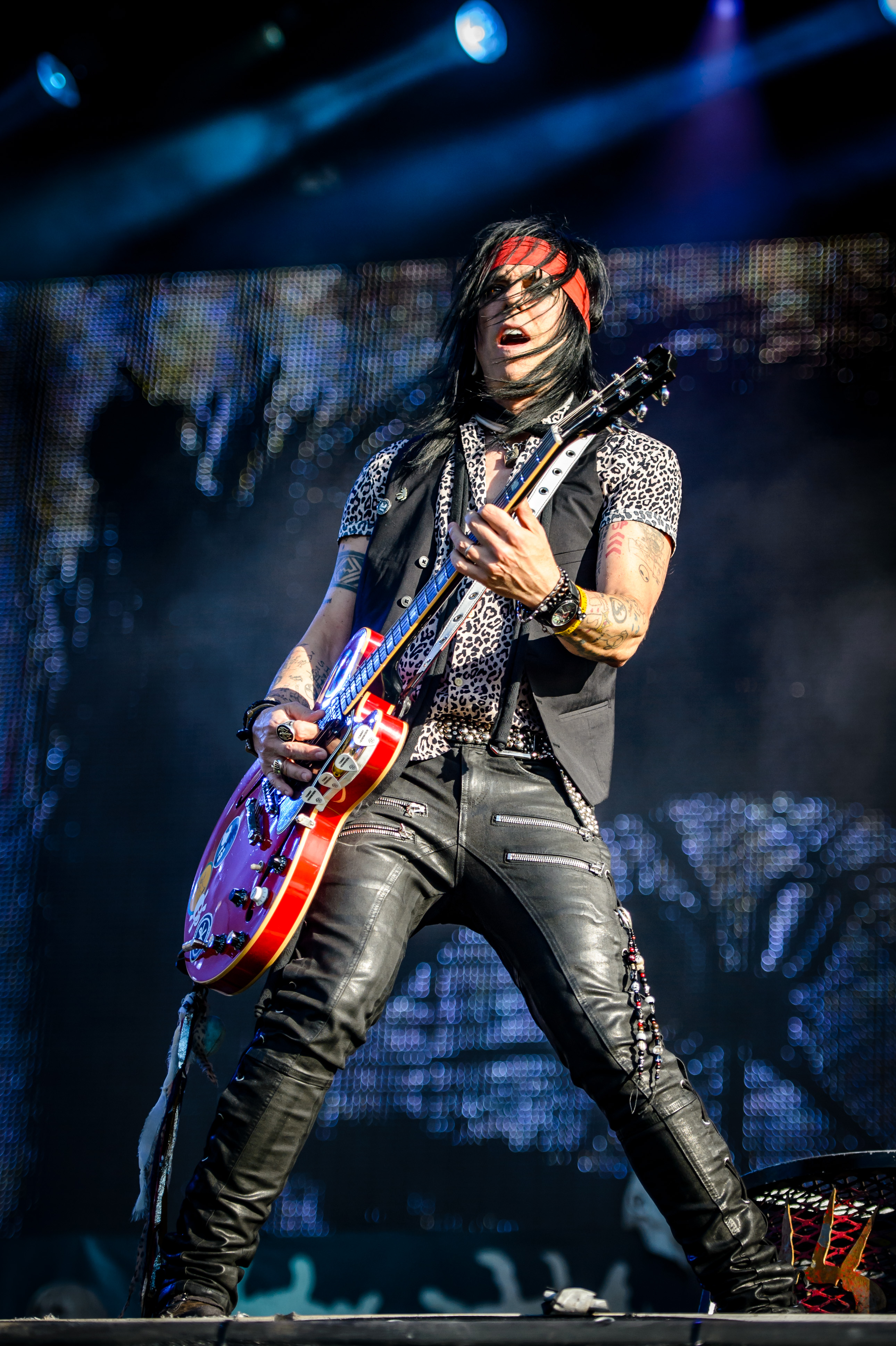
Tommy Henriksen (* 1964)

- Henriksen, Vera (1927–2016), norwegische Schriftstellerin
- Henrikson, Alf (1905–1995), schwedischer Lyriker, Schriftsteller, Journalist und Übersetzer
- Henrikson, Elna, schwedische Eiskunstläuferin
- Henriksson, Anders (* 1977), schwedischer Handballspieler
- Henriksson, Anna-Maja (* 1964), finnische Politikerin (RKP)
- Henriksson, Daniel (* 1978), schwedischer Eishockeytorwart und -trainer
- Henriksson, Gustav (* 1998), schwedischer Fußballspieler
- Henriksson, John (1883–1948), finnischer Schwimmer
- Henriksson, Jonas (* 1976), schwedischer Fußballspieler
- Henriksson, Julia (* 2000), schwedische Sprinterin
- Henriksson, Krister (* 1946), schwedischer SchauspielerKrister Henriksson (* 1946)

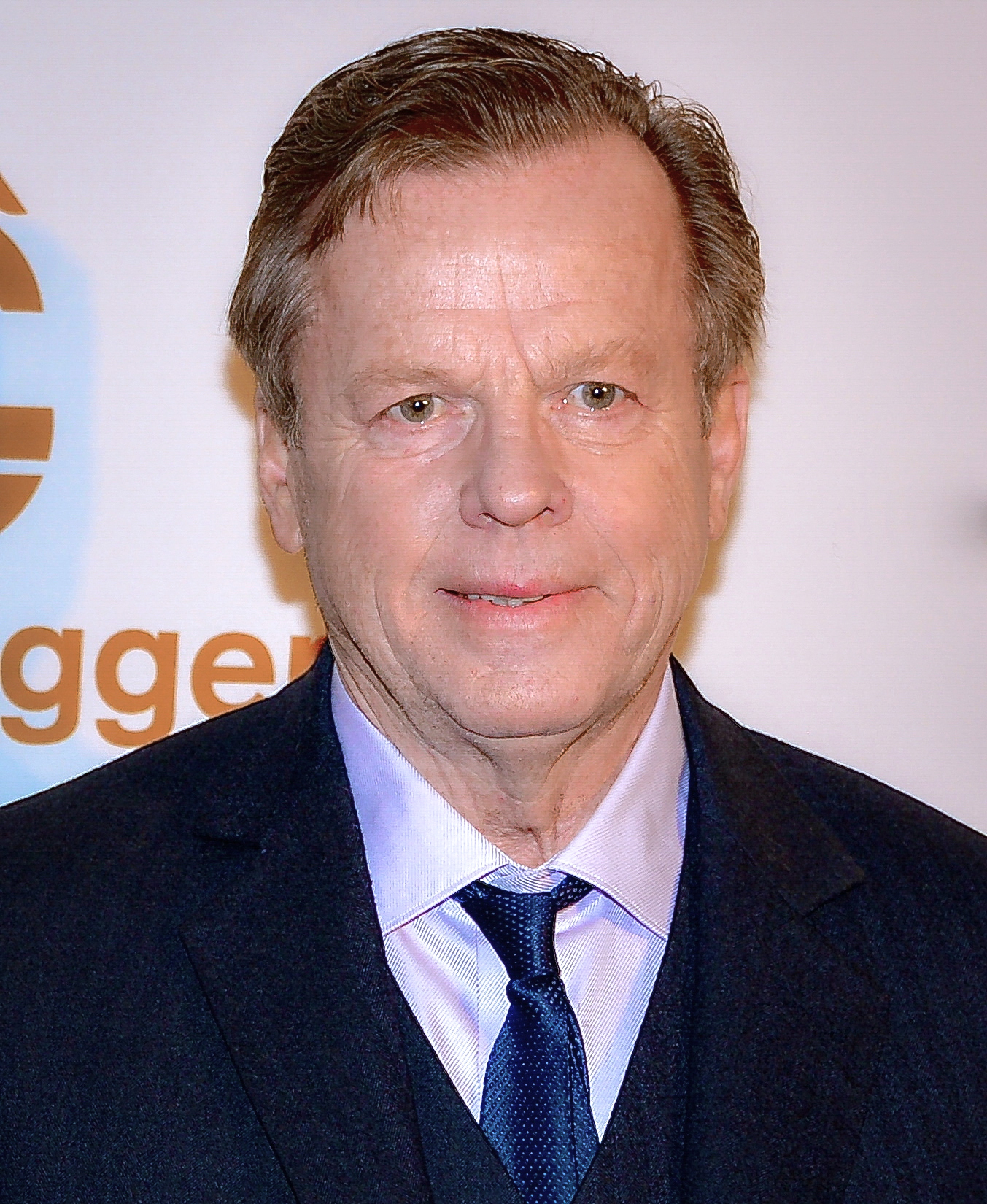
Krister Henriksson (* 1946)

- Henriksson, Linnea (* 1986), schwedische Popsängerin und Singer-Songwriterin
- Henriksson, Marie (* 1955), schwedische Curlerin
- Henriksson, Nils Gunnar (1920–1999), schwedischer Mediziner, Hochschullehrer und Autor
- Henriksson, Nils Olof (1928–2023), finnischer Radrennfahrer
- Henriksson, Richard (* 1982), schwedischer Fußballspieler
- Henriksson, Sofia (* 1994), schwedische Skilangläuferin
- Henriksson, Tord (* 1965), schwedischer Dreispringer
- Henriod, Louis-Constant (1814–1874), Schweizer evangelischer Geistlicher
- Henrion, Denis, französischer Mathematiker
- Henrion, Günter (1933–2024), deutscher Chemiker
- Henrion, Jonathan (* 1982), belgischer Radrennfahrer
- Henrion, Ludivine (* 1984), belgische Radrennfahrerin
- Henrion, Richard (1854–1940), deutscher Komponist und Militärkapellmeister
- Henriot, Émile (1885–1961), französischer Chemiker
- Henriot, Émile (1889–1961), französischer Journalist, Schriftsteller und Literaturkritiker
- Henriot, Philippe (1889–1944), französischer Politiker, Mitglied der NationalversammlungPhilippe Henriot (1889–1944)

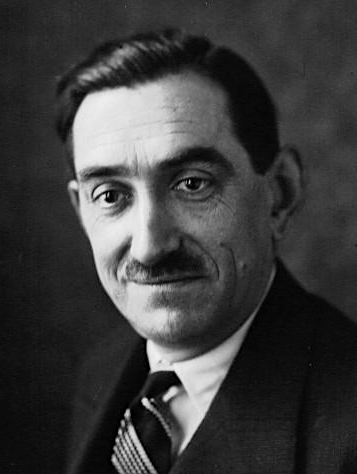
Philippe Henriot (1889–1944)

- Henriot-Schweitzer, Nicole (1925–2001), französische Pianistin und Musikpädagogin
- Henripierre, Henri (1905–1982), deutscher Pharmazieassistent
- Henrique († 1531), kongolesischer römisch-katholischer Bischof
- Henrique, Adam (* 1990), kanadischer Eishockeyspieler
- Henrique, Fernando (* 1983), brasilianischer Fußballtorhüter
- Henrique, Gabriel (* 2002), brasilianischer Fußballspieler
- Henrique, José (* 1943), portugiesischer Fußballtorhüter
- Henrique, Luis (* 2001), brasilianischer Fußballspieler
- Henrique, Nereudo Freire (* 1963), brasilianischer römisch-katholischer Geistlicher, Weihbischof in Olinda e Recife
- Henrique, Paulo (* 1972), brasilianischer Fußballspieler
- Henrique, Thiago (* 1995), brasilianischer Fußballspieler
- Henriquel-Dupont, Louis Pierre (1797–1892), französischer Kupferstecher
- Henriques, Américo (1923–2006), portugiesischer Priester und Bischof von Lamego
- Henriques, Anderson (* 1992), brasilianischer Sprinter
- Henriques, Androula (* 1937), zypriotische Soziologin, Psychotherapeutin und Hochschullehrerin
- Henriques, Artur Alberto de Campos (1853–1922), portugiesischer Politiker
- Henriques, Augusta (* 1952), guinea-bissauische Umweltschutzaktivistin
- Henriques, Edouard F. (* 1949), Maskenbildner und Spezialeffektkünstler
- Henriques, Emil (1883–1957), schwedischer Segler
- Henriques, Fini (1867–1940), dänischer Komponist und Geiger
- Henriques, Francisco († 1518), Renaissancemaler
- Henriques, Inês (* 1980), portugiesische Leichtathletin
- Henriques, Jorge (1921–1999), ecuadorianischer Fußballspieler
- Henriques, Lagoa (1923–2009), portugiesischer Bildhauer
- Henriques, Marie (1866–1944), dänische Malerin
- Henriques, Robert (1857–1902), deutscher Chemiker
- Henriquez de Acevedo, Pedro (1525–1610), spanischer Feldherr und Staatsmann
- Henríquez de Villalobos, Juan († 1689), Gouverneur von Chile
- Henríquez de Zubiría, Francisco (1869–1933), französischer Rugbyspieler
- Henríquez i Brito, Josep (* 1951), spanischer klassischer Gitarrist, Gitarrenlehrer, Komponist und Gitarrenbauer
- Henríquez Ureña, Max (1885–1968), dominikanischer Schriftsteller, Diplomat und Intellektueller
- Henríquez Ureña, Pedro (1884–1946), dominikanischer Schriftsteller, Philologe und Intellektueller
- Henríquez Villagra, Cristóbal (* 1996), chilenischer Schachspieler
- Henríquez, Amílcar (1983–2017), panamaischer Fußballspieler
- Henríquez, Ángelo (* 1994), chilenischer Fußballspieler
- Henriquez, Carlos (* 1979), US-amerikanischer Jazzmusiker
- Henríquez, César (* 1981), chilenischer Fußballspieler
- Henriquez, Chrysostomus (1594–1632), zisterziensischer Historiker
- Henriquez, Constantin (1880–1942), haitianischer Rugbyspieler
- Henríquez, David (* 1977), chilenischer Fußballspieler
- Henríquez, David (* 1998), chilenischer Fußballspieler
- Henriquez, Denis (* 1945), arubanischer Autor
- Henríquez, Isabel, sefardische Dichterin in Amsterdam
- Henríquez, Jackson (* 1985), venezolanischer Beachvolleyballspieler
- Henríquez, Joan (* 1986), chilenischer Fußballspieler
- Henríquez, Luis (* 1981), panamaischer Fußballspieler
- Henriquez, May (1915–1999), niederländische Bildhauerin, Übersetzerin, Autorin und Bankierin (Curaçao)
- Henríquez, Thaïs (* 1982), spanische Synchronschwimmerin
- Henrisusanta, Andreas (1935–2016), indonesischer Ordensgeistlicher, römisch-katholischer Bischof von Tanjungkarang
- Henrix, Hans Hermann (* 1941), deutscher römisch-katholischer Theologe
- Henrix, Sascha (* 1973), deutscher Radrennfahrer

### Henro
- Henrot, Camille (* 1978), französische bildende Künstlerin
- Henrot, Mathilde (* 1975), französische Programmgestalterin und Filmemacherin

### Henry
- Henry († 1293), schottischer Geistlicher
- Henry de Montfort (1238–1265), englischer AdligerHenry de Montfort (1238–1265)

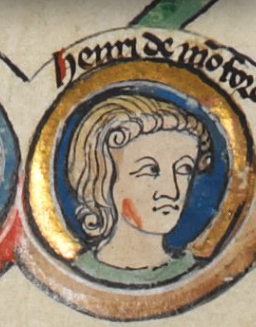
Henry de Montfort (1238–1265)

- Henry de Sully († 1195), anglonormannischer Geistlicher, Bischof von Worcester
- Henry Dwnn († 1416), walisischer Adliger, Militär und Rebell
- Henry Fitz-Count, 1 Earl Of Cornwall († 1222), englischer Adliger
- Henry FitzHenry († 1157), cambro-normannischer Adliger
- Henry Hastings, englischer Adliger
- Henry Murdac († 1153), englischer Geistlicher, Erzbischof von York
- Henry of Almain (1235–1271), englischer HöflingHenry of Almain (1235–1271)

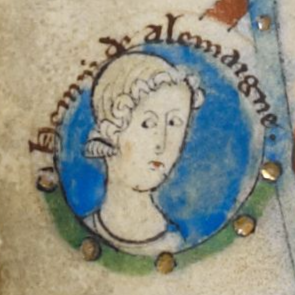
Henry of Almain (1235–1271)

- Henry of Braybrooke, englischer Richter
- Henry of Cornhill, englischer Beamter, High Sheriff of Kent
- Henry of Essex, englischer Adliger, Lord High Constable von England
- Henry of Lancaster, 3. Earl of Lancaster († 1345), englischer Magnat
- Henry of London († 1228), englischer Geistlicher und Beamter
- Henry of Sandford († 1235), Bischof von Rochester
- Henry of Sandwich († 1273), englischer Geistlicher, Bischof von London
- Henry of Wingham († 1262), Lordkanzler von England und Bischof von London
- Henry Van Thio (* 1958), myanmarischer Politiker, Zweiter Vizepräsident von Myanmar
- Henry Woodlock († 1316), englischer Ordensgeistlicher, Bischof von Winchester
- Henry, 3. Earl of Atholl, schottischer Adliger
- Henry, Aimé Constant Fidèle (1801–1875), französischstämmiger Lithograf, Botaniker, Buchhändler und Verleger in Bonn
- Henry, Albert (1910–2002), belgischer Romanist
- Henry, Albert Charles Lucien (1878–1943), französischer Tierarzt, Parasitologe und Hochschullehrer an der École nationale vétérinaire d’Alfort
- Henry, Albert R. (1907–1981), Politiker der Cookinseln
- Henry, Alex (* 1979), kanadischer Eishockeyspieler und -trainer
- Henry, Alexander (1739–1824), britisch-kanadischer Pelzhändler
- Henry, Alvaro (* 2005), niederländischer Fußballspieler
- Henry, Amandine (* 1989), französische Fußballspielerin
- Henry, André (* 1934), französischer Politiker (PS), Minister
- Henry, Andrew (1775–1832), US-amerikanischer Pelzhändler, Mitbegründer der Rocky Mountain Fur Company
- Henry, Anthony (* 1967), antiguanischer Leichtathlet
- Henry, Ariel (* 1949), haitianischer Politiker und NeurochirurgAriel Henry (* 1949)

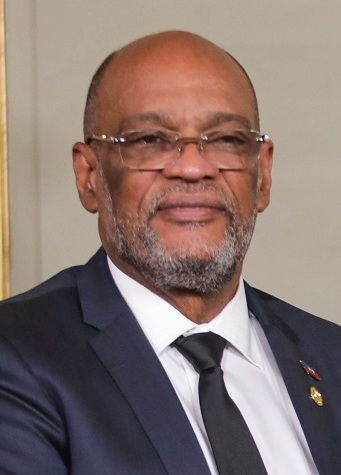
Ariel Henry (* 1949)

- Henry, Ashley (* 1991), britischer Jazzmusiker (Piano, Komposition)
- Henry, Augustin (* 1860), deutscher Landwirt und Landtagsabgeordneter
- Henry, Barbara (* 1932), US-amerikanische Lehrerin und Bürgerrechtlerin
- Henry, Benjamin Tyler (1821–1898), US-amerikanischer Waffenschmied
- Henry, Beulah Louise (1887–1973), US-amerikanische Erfinderin
- Henry, Brad (* 1963), US-amerikanischer Politiker
- Henry, Brian Tyree (* 1982), US-amerikanischer SchauspielerBrian Tyree Henry (* 1982)

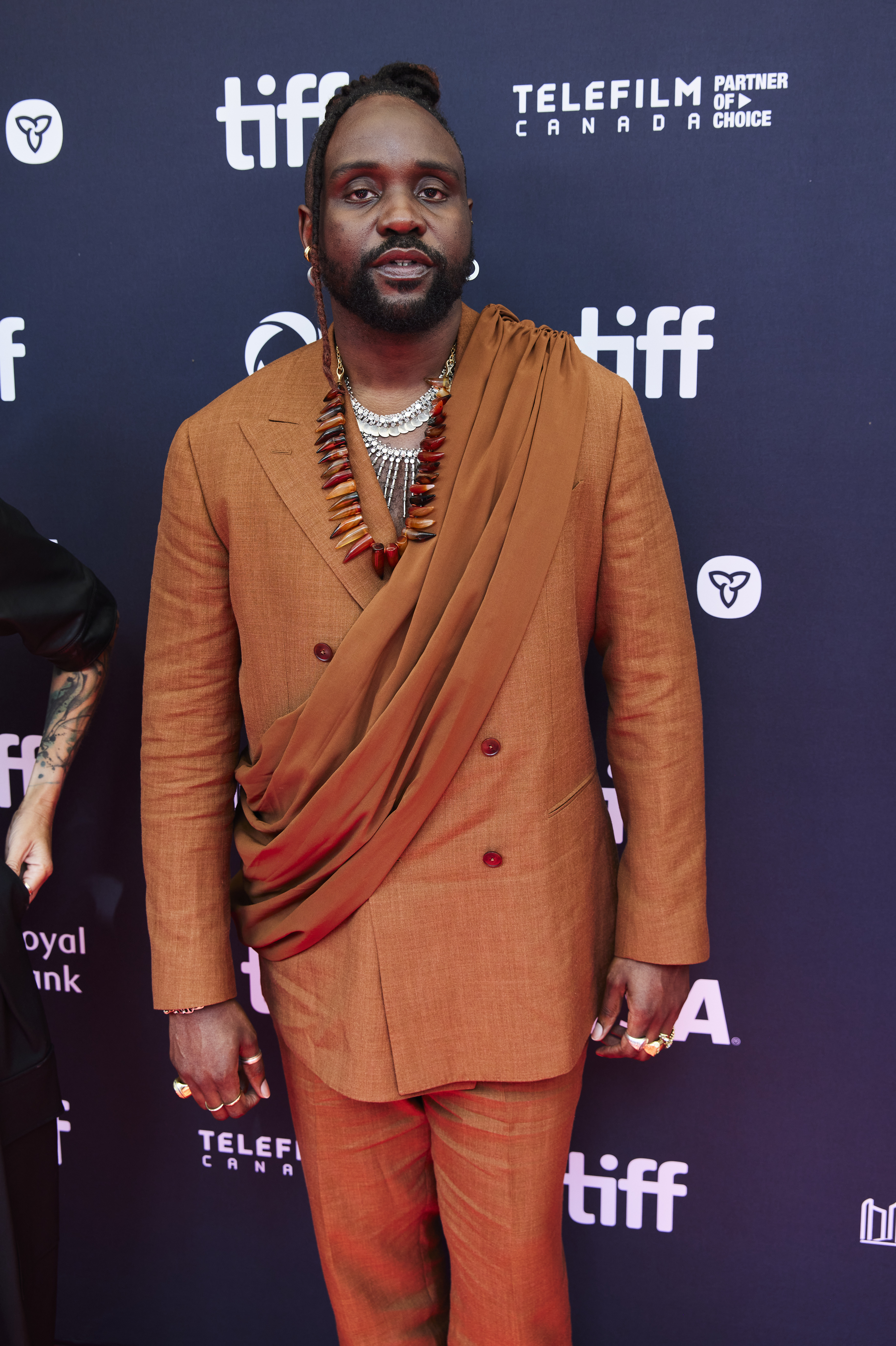
Brian Tyree Henry (* 1982)

- Henry, Bryan (* 1995), belgischer Eishockeyspieler
- Henry, Buck (1930–2020), amerikanischer Schauspieler und Drehbuchautor
- Henry, Burke (* 1979), kanadischer Eishockeyspieler und -trainer
- Henry, Camille (1933–1997), kanadischer Eishockeyspieler
- Henry, Carl Ferdinand Howard (1913–2003), US-amerikanischer evangelikaler Theologe, baptistischer Pastor, Hochschullehrer und Autor
- Henry, Charles H. (1937–2016), US-amerikanischer Physiker
- Henry, Charles L. (1849–1927), US-amerikanischer Politiker
- Henry, Charlotte (1914–1980), US-amerikanische Schauspielerin
- Henry, Chinelle (* 1995), Cricketspielerin der West Indies
- Henry, Chris (* 1965), englisch-belgischer Snookerspieler und -trainer
- Henry, Chris (1983–2009), US-amerikanischer American-Football-Spieler
- Henry, Christian (* 1948), Schweizer Druckgrafiker, Illustrator, Lithograf, Holzschneider, Zeichner und Maler
- Henry, Christina (* 1974), US-amerikanische Schriftstellerin
- Henry, Christopher (* 1973), barbadischer Boxer
- Henry, Clarence (1937–2024), US-amerikanischer R&B-Sänger
- Henry, Cori (* 1976), britischer Sprinter
- Henry, Cory (* 1987), amerikanischer Jazz-Organist und -Pianist, Gospelmusiker und Musikproduzent
- Henry, Daniel Maynadier (1823–1899), US-amerikanischer Politiker
- Henry, David (* 1975), US-amerikanisch-deutscher Basketballspieler
- Henry, Derrick (* 1994), US-amerikanischer American-Football-SpielerDerrick Henry (* 1994)

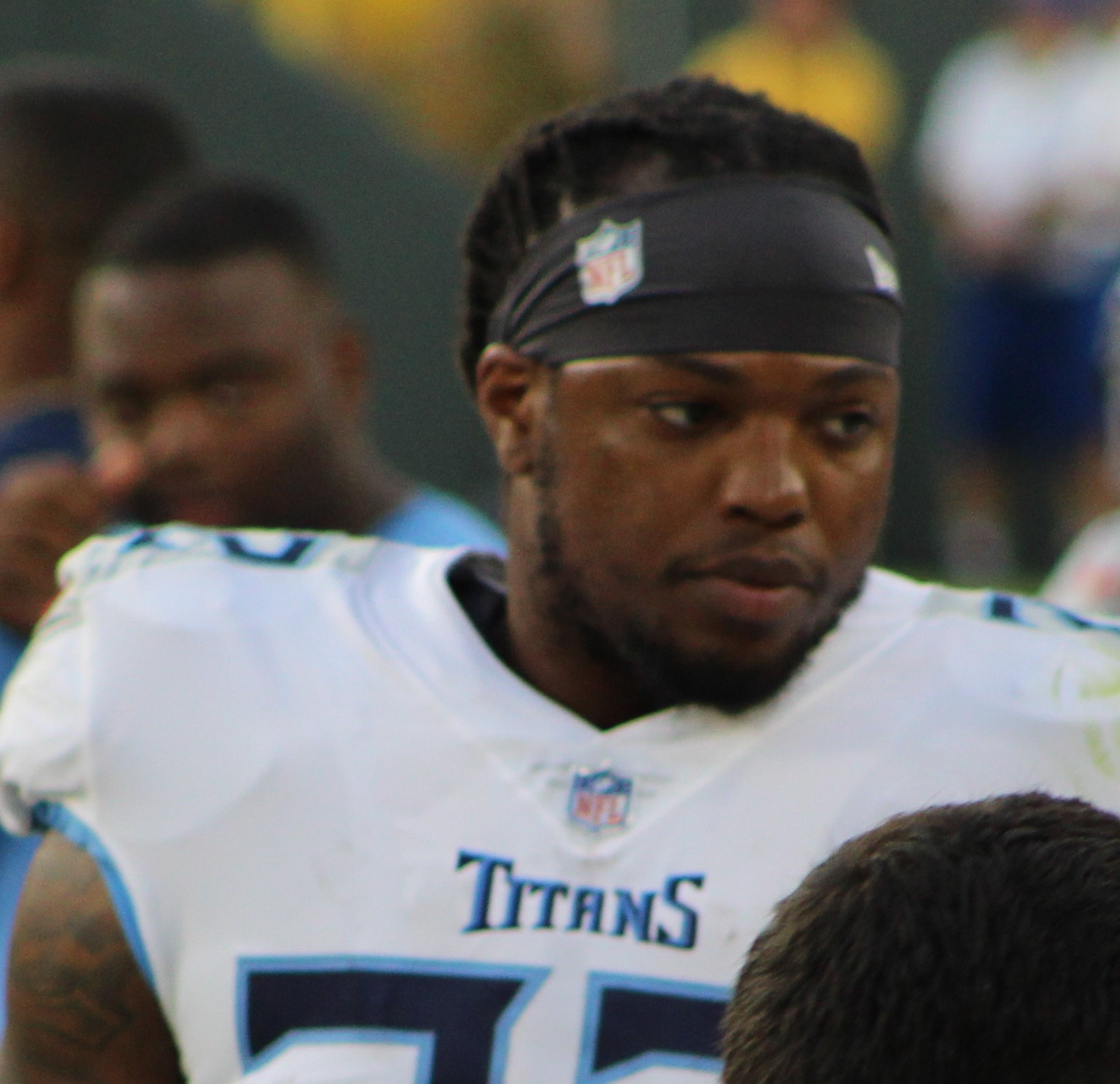
Derrick Henry (* 1994)

- Henry, Desirèe (* 1995), britische Sprinterin
- Henry, Diana, britische Kochbuchautorin
- Henry, Doneil (* 1993), kanadischer Fußballspieler
- Henry, Donna (* 1990), jamaikanische Fußballspielerin
- Henry, Drew (* 1968), schottischer Snookerspieler
- Henry, Duke of Cumberland and Strathearn (1745–1790), britischer Prinz
- Henry, Duke of Gloucester (1900–1974), britischer Prinz und Generalgouverneur von AustralienHenry, 1. Duke of Gloucester (1900–1974)

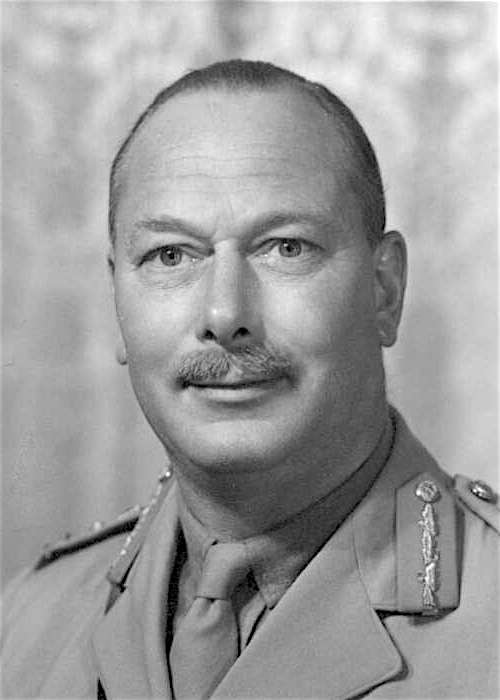
Henry, 1. Duke of Gloucester (1900–1974)

- Henry, E. Stevens (1836–1921), US-amerikanischer Politiker
- Henry, Ed (1921–2010), US-amerikanischer Politologe, Hochschullehrer, Universitätspräsident und Politiker
- Henry, Edmond (1886–1931), belgischer Schwimmer
- Henry, Eldred (* 1994), britischer Leichtathlet (Britische Jungferninseln)
- Henry, Émile (1872–1894), französischer Anarchist und Bombenleger
- Henry, Emily, US-amerikanische Schriftstellerin
- Henry, Emmaline (1928–1979), US-amerikanische Schauspielerin
- Henry, Ernest (1885–1950), Schweizer Ingenieur
- Henry, Ernest (1904–1998), australischer Schwimmer
- Henry, Ernie (1926–1957), US-amerikanischer Altsaxophonist
- Henry, Fabrice (* 1968), französischer Fußballspieler
- Henry, Ferdinand (1819–1891), preußischer Militärbeamter
- Henry, Fitzroy (* 1973), Fußballspieler von St. Kitts und Nevis
- Henry, Flint (* 1965), US-amerikanischer Comiczeichner
- Henry, Françoise (1902–1982), französische Wissenschaftlerin für frühe irische Kunst, Archäologin und Kunsthistorikerin
- Henry, Frank (1892–1914), französischer Radrennfahrer
- Henry, Frank (1909–1989), US-amerikanischer Reiter
- Henry, Frederick (1929–2013), kanadischer Radrennfahrer
- Henry, Frederick Bernard (1943–2024), kanadischer Geistlicher und römisch-katholischer Bischof von Calgary
- Henry, Gareth (* 1991), jamaikanischer Badmintonspieler
- Henry, Geoffrey (1940–2012), Politiker der Cookinseln
- Henry, Geordine (* 1988), jamaikanische Badmintonspielerin
- Henry, George Stewart (1871–1958), kanadischer Politiker und 10. Premierminister von Ontario
- Henry, Gloria (1923–2021), US-amerikanische Schauspielerin
- Henry, Graham (* 1946), neuseeländischer Rugbytrainer
- Henry, Gregg (* 1952), US-amerikanischer Schauspieler und SängerGregg Henry (* 1952)

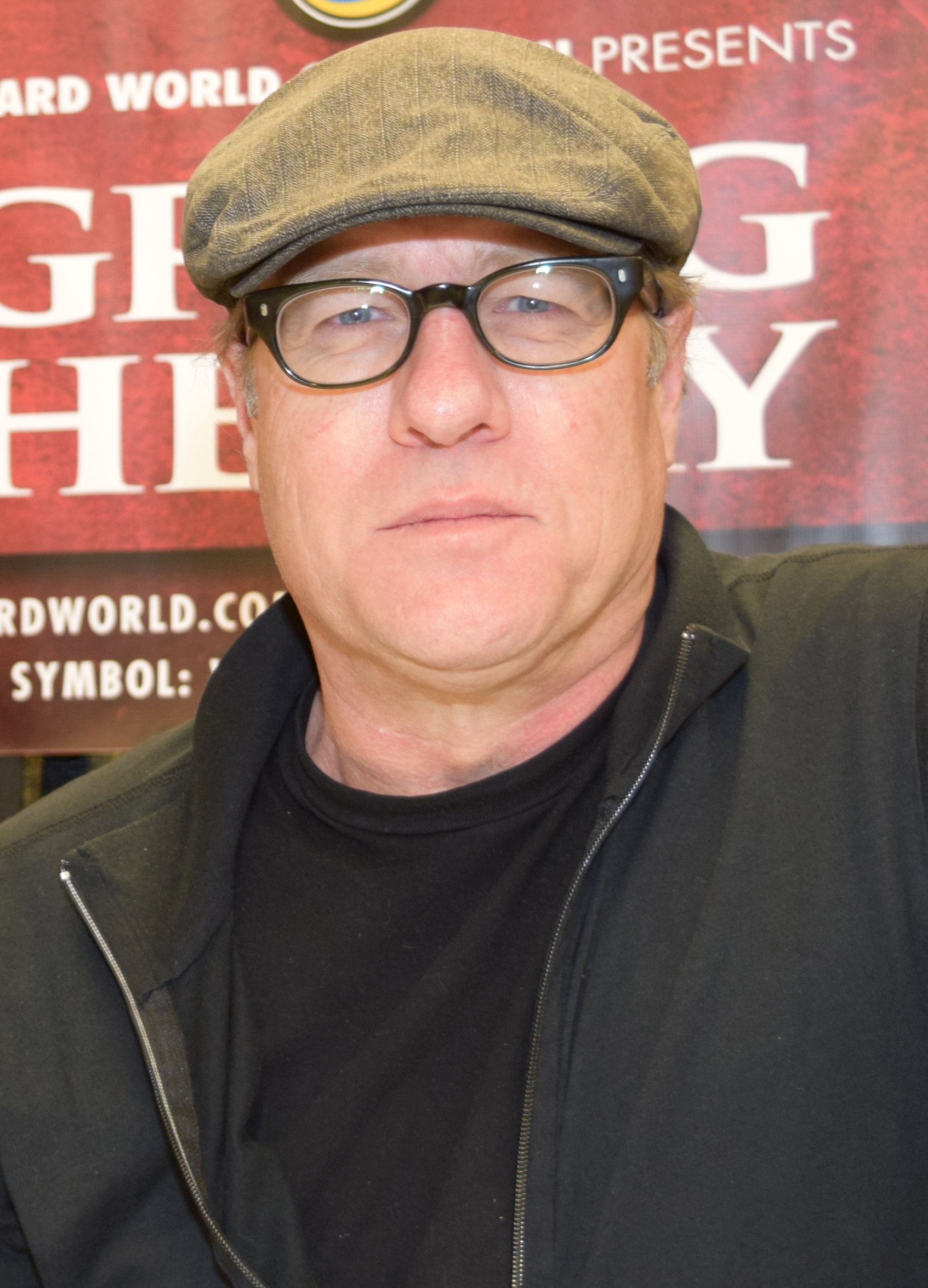
Gregg Henry (* 1952)

- Henry, Gustavus Adolphus (1804–1880), US-amerikanischer Politiker
- Henry, Guy (* 1960), britischer Schauspieler
- Henry, Guy Vernor (1839–1899), US-amerikanischer Offizier
- Henry, Harold William (1909–1976), US-amerikanischer Geistlicher und Apostolischer Präfekt und Erzbischof in Korea
- Henry, Haywood (1913–1994), US-amerikanischer Jazz- und R&B-Musiker
- Henry, Henri-Louis (1838–1905), Schweizer Politiker (FDP)
- Henry, Holly (* 1994), amerikanische Singer-Songwriterin
- Henry, Hubert (1846–1898), französischer BerufssoldatHubert Henry (1846–1898)

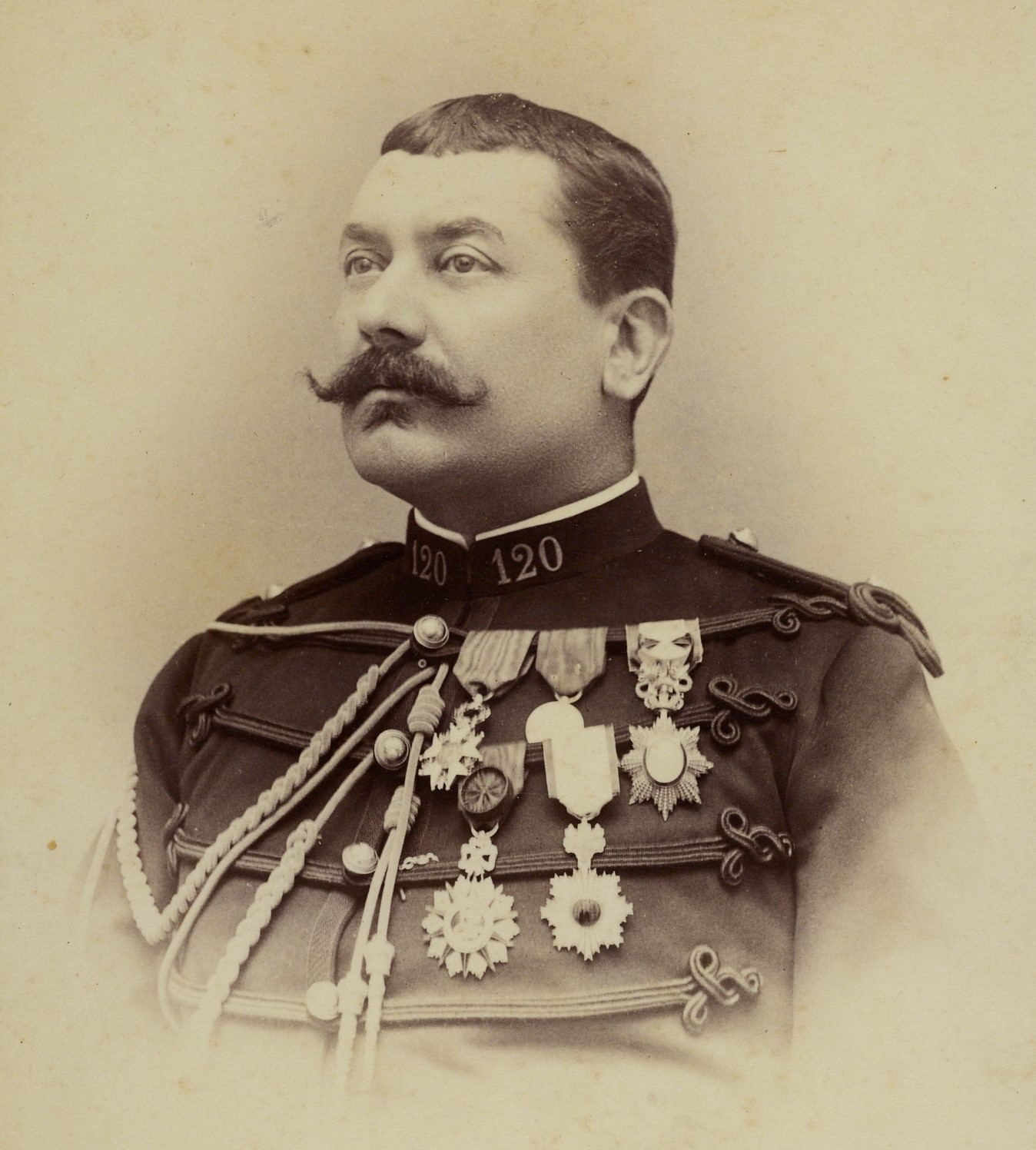
Hubert Henry (1846–1898)

- Henry, Hugh (* 1952), schottischer Politiker
- Henry, Hunter (* 1994), US-amerikanischer American-Football-Spieler
- Henry, J. J. (* 1975), US-amerikanischer Golfer
- Henry, Jacques (1942–2016), französischer Autorennfahrer
- Henry, James (1731–1804), US-amerikanischer Jurist und Politiker
- Henry, James (* 1948), US-amerikanischer Turmspringer
- Henry, James Paget (1914–1996), US-amerikanischer Physiologe
- Henry, Jean, südafrikanischer Schauspieler und Model
- Henry, Jean (1761–1831), deutscher Pfarrer, Bibliothekar und Museumsdirektor
- Henry, Jean-Claude (1934–2024), französischer Komponist
- Henry, Jean-Michel (* 1963), französischer Degenfechter und Olympiasieger
- Henry, Jim (1920–2004), kanadischer Eishockeytorwart und -trainer
- Henry, Jodie (* 1983), australische Schwimmerin
- Henry, Joe (* 1960), US-amerikanischer Songwriter, Gitarrist und ProduzentJoe Henry (* 1960)

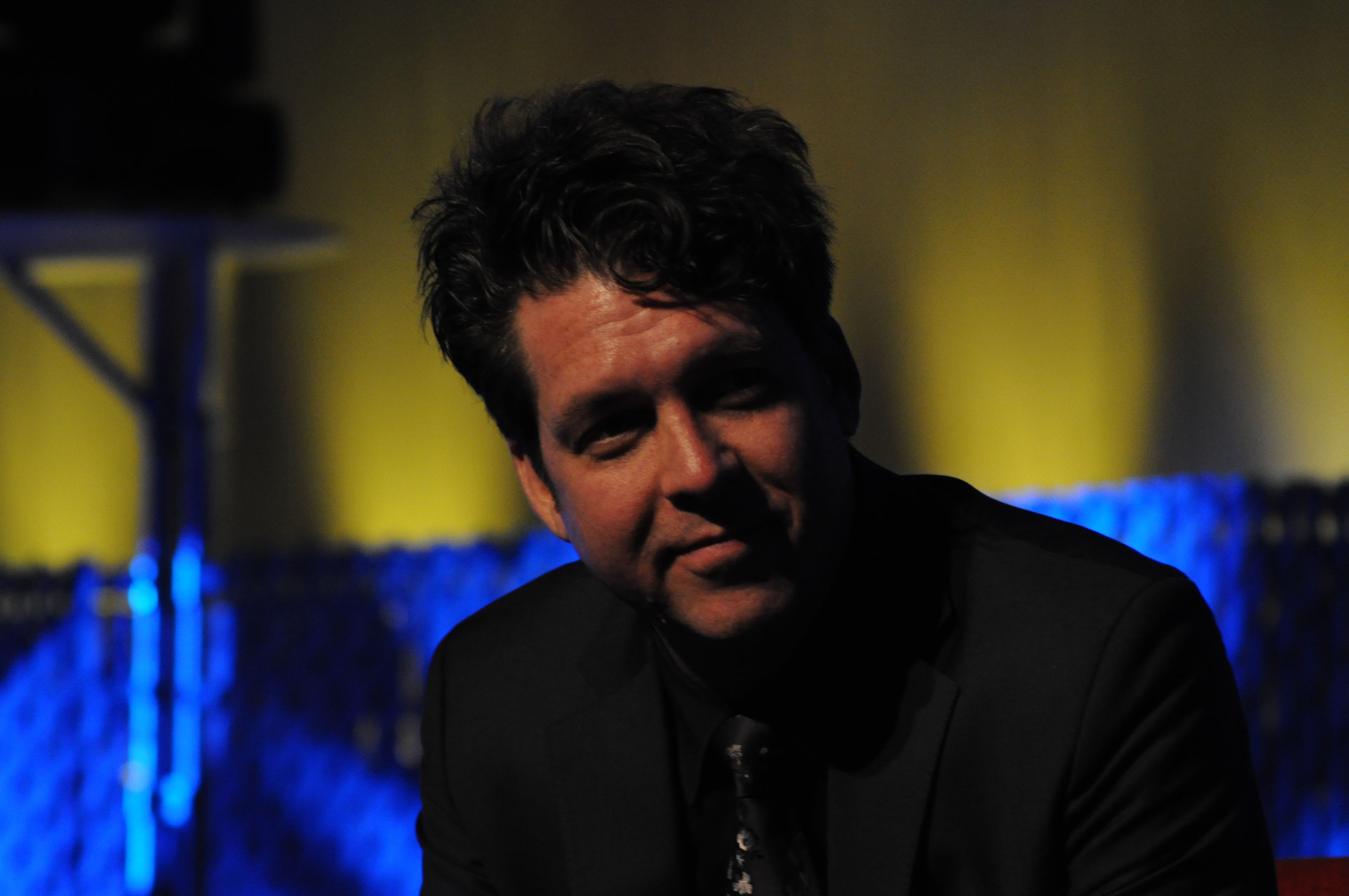
Joe Henry (* 1960)

- Henry, Joël (* 1962), französischer Fußballspieler
- Henry, Johannes (1876–1958), deutscher Jurist und Politiker (Zentrum, CDU), MdR
- Henry, John (1750–1798), US-amerikanischer Politiker
- Henry, John (1800–1882), US-amerikanischer Politiker
- Henry, John Flournoy (1793–1873), US-amerikanischer Politiker
- Henry, John Raymond (* 1943), US-amerikanischer Bildhauer
- Henry, John Vernon (1767–1829), US-amerikanischer Jurist und Politiker
- Henry, John W. (* 1949), US-amerikanischer Geschäftsmann und Investor
- Henry, Jordan (* 1986), kanadischer Eishockeyspieler
- Henry, Joseph (1797–1878), US-amerikanischer Wissenschaftler und Professor an der Princeton University
- Henry, Joseph-Marie (1870–1947), italienischer Geistlicher, Historiker, Botaniker und Alpinist
- Henry, Josephine (1846–1928), US-amerikanische Sozialreformerin und Schriftstellerin
- Henry, Joshua (* 1984), kanadisch-US-amerikanischer Musicaldarsteller, Filmschauspieler, Musikproduzent und Sänger
- Henry, Josué (1869–1957), belgischer Soldat und Kolonialadministrator
- Henry, Judith (* 1968), französische Schauspielerin
- Henry, Justin (* 1971), US-amerikanischer Filmschauspieler
- Henry, Karl (* 1982), englischer Fußballspieler
- Henry, Kenneth (1929–2009), US-amerikanischer Eisschnellläufer
- Henry, Lauren (* 2001), britische Ruderin
- Henry, Lawrence Patrick (1934–2014), südafrikanischer Geistlicher, Erzbischof von Kapstadt
- Henry, Lenny (* 1958), britischer Komiker, Schauspieler und ModeratorLenny Henry (* 1958)

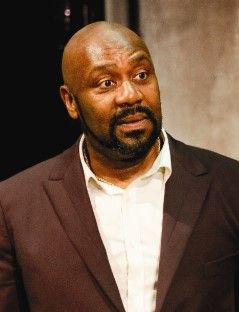
Lenny Henry (* 1958)

- Henry, Lerissa (* 1997), mikronesische Sprinterin
- Henry, Lewis (1885–1941), US-amerikanischer Politiker
- Henry, Linda (* 1963), britische Schauspielerin
- Henry, Lori (* 1966), US-amerikanische Fußballspielerin
- Henry, Louis (1834–1913), belgischer Chemiker
- Henry, Louis (1896–1967), französischer Autorennfahrer
- Henry, Louise (1798–1839), deutsche Malerin
- Henry, Louise (1911–1967), US-amerikanische Schauspielerin
- Henry, Marc (1873–1943), französischer Kabarettist, Chansonnier, Opernlibrettist und Autor
- Henrÿ, Margarete (* 1914), deutsche Lehrerin und Zeitzeugin des Zweiten Weltkriegs
- Henry, Marguerite (1902–1997), amerikanische Autorin
- Henry, Marie-Louise (1911–2006), deutsch-französische Theologin
- Henry, Mark (* 1971), US-amerikanischer Gewichtheber und WrestlerMark Henry (* 1971)

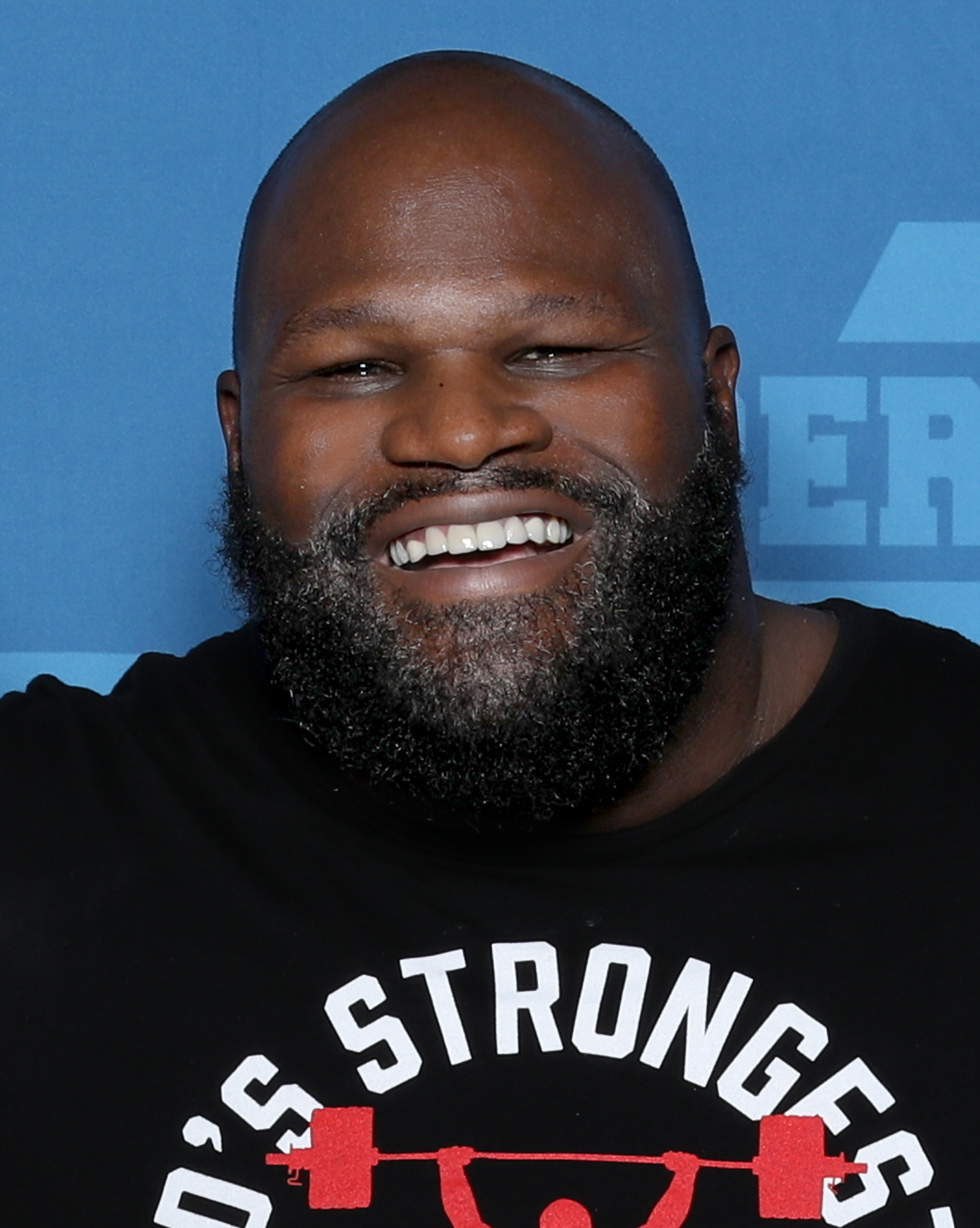
Mark Henry (* 1971)

- Henry, Mary Gibson (1884–1967), US-amerikanische Botanikerin
- Henry, Matt (* 1991), neuseeländischer Cricketspieler
- Henry, Matthew (1662–1714), englischer presbyterianischer Pfarrer und Bibelkommentator
- Henry, Megan (* 1987), US-amerikanische Skeletonpilotin
- Henry, Michael (* 1935), jamaikanischer Politiker (JLP), Verkehrsminister
- Henry, Michel (1922–2002), französischer Philosoph und Schriftsteller
- Henry, Mike (1936–2021), US-amerikanischer American-Football-Spieler und Schauspieler
- Henry, Mike (* 1965), US-amerikanischer Synchronsprecher, Drehbuchautor und Schauspieler
- Henry, O. (1862–1910), amerikanischer Schriftsteller
- Henry, Pat (1861–1933), US-amerikanischer Politiker
- Henry, Patrick (1736–1799), britisch-amerikanischer Rechtsanwalt und PolitikerPatrick Henry (1736–1799)

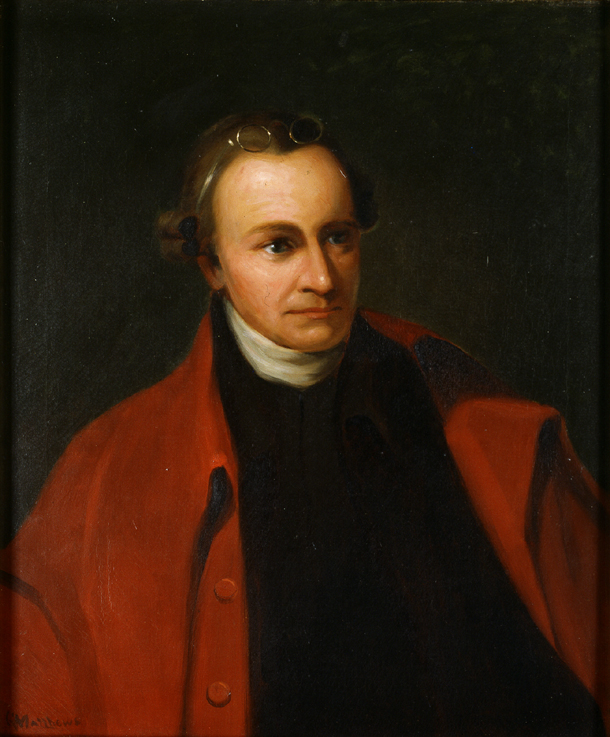
Patrick Henry (1736–1799)

- Henry, Patrick (1843–1930), US-amerikanischer Politiker
- Henry, Paul (1906–1984), belgischer katholischer Theologe und Philosophiehistoriker
- Henry, Paul B. (1942–1993), US-amerikanischer Politiker
- Henry, Paul Pierre (1848–1905), französischer Optiker und Astronom
- Henry, Pete (1897–1952), US-amerikanischer American-Football-Spieler und -Trainer
- Henry, Philip (* 1971), US-amerikanischer Ruderer
- Henry, Pierre (1927–2017), französischer Komponist
- Henry, Prosper Mathieu (1849–1903), französischer Optiker und Astronom
- Henry, Rico (* 1997), englischer Fußballspieler
- Henry, Robert (1718–1790), schottischer Historiker
- Henry, Robert Kirkland (1890–1946), US-amerikanischer Politiker
- Henry, Robert Lee (1864–1931), US-amerikanischer Politiker
- Henry, Robert Pryor (1788–1826), US-amerikanischer Politiker
- Henry, Ron (1934–2014), englischer Fußballspieler
- Henry, Ryan (* 1984), australischer Tennisspieler
- Henry, Sean (* 1965), britischer Bildhauer
- Henry, Shifty (1921–1958), US-amerikanischer Jazzmusiker und Komponist
- Henry, Sidney (* 1935), US-amerikanischer Gewichtheber
- Henry, Stephen Garrett (1894–1973), US-amerikanischer General
- Henry, Steve (* 1953), US-amerikanischer Politiker
- Henry, Susanne (1763–1819), deutsche Malerin
- Henry, Tabarie (* 1987), US-amerikanischer Leichtathlet (Amerikanische Jungferninseln)
- Henry, Thierry (* 1977), französischer Fußballspieler und -trainerThierry Henry (* 1977)

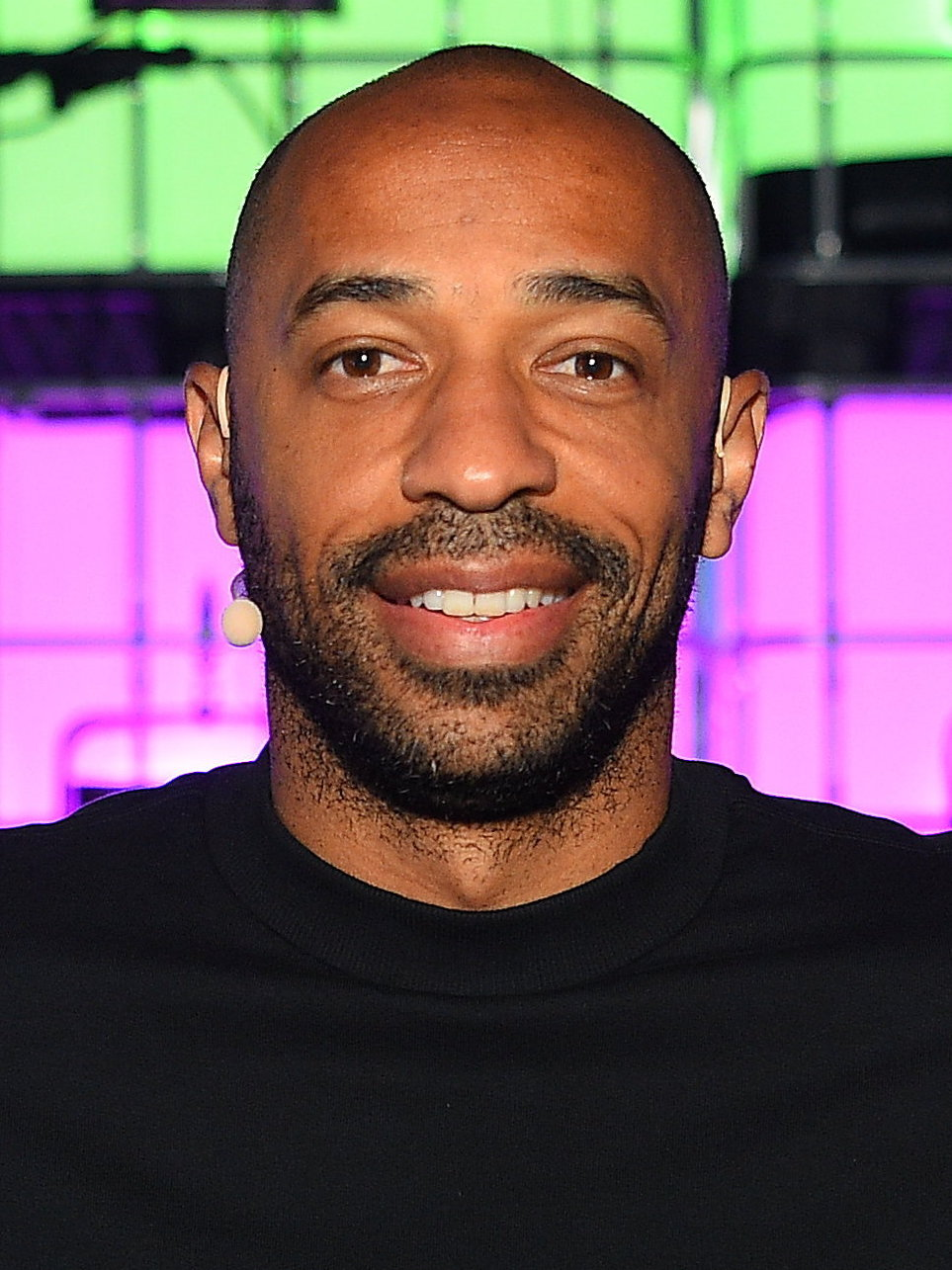
Thierry Henry (* 1977)

- Henry, Thomas (1734–1816), englischer Apotheker und Chemiker
- Henry, Thomas (1779–1849), US-amerikanischer Politiker
- Henry, Toni Jo (1916–1942), US-amerikanische Mörderin
- Henry, Tony, britischer Opernsänger (Tenor)
- Henry, Tyler (* 1996), amerikanische Reality-Show-Persönlichkeit
- Henry, Victor (1886–1954), Schweizer Politiker
- Henry, Victor (1943–1985), britischer Schauspieler
- Henry, Virginie (* 1979), französische Judoka
- Henry, William (1729–1786), US-amerikanischer Politiker, Waffenschmied, Waffenhändler und Erfinder
- Henry, William (1774–1836), englischer Mediziner und ChemikerWilliam Henry (1774–1836)

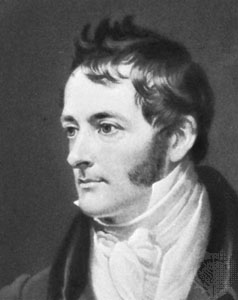
William Henry (1774–1836)

- Henry, William (1788–1861), US-amerikanischer Politiker
- Henry, William (1859–1928), britischer Schwimmer und Wasserballspieler
- Henry, William (1914–1982), US-amerikanischer Schauspieler
- Henry, William Alexander (1816–1888), kanadischer Rechtsanwalt, Verleger und Politiker
- Henry, Winder Laird (1864–1940), US-amerikanischer Politiker
- Henry, Xavier (* 1991), US-amerikanischer Basketballspieler
- Henry, Yves (* 1959), französischer klassischer Pianist und Komponist
- Henry-McCalla, Jaydon (* 1999), britischer Basketballspieler
- Henry-Robinson, Samantha (* 1988), jamaikanische Sprinterin
- Henryk Andreas Kamieniecki (1430–1488), polnischer Ritter
- Henrys, Paul Prosper (1862–1943), französischer Divisionsgeneral
- Henryson, Robert, schottischer Dichter